# Hordeinae
Hordeinae, subtribus trava u potporodici Pooideae dio tribusa Triticeae. Postoji blizu 30 priznatih rodova. Ime je došlo po rodu Hordeum.

## Rodovi
1. ×Agroelymus E. G. Camus ex A. Camus
2. × Agrohordeum E. G. Camus ex A. Camus
3. Agropyron Gaertn.
4. Anthosachne Steud.
5. Australopyrum (Tzvelev) Á. Löve
6. Crithopsis Jaub. & Spach
7. Douglasdeweya C. Yen et al.
8. ×Elyhordeum Mansf. ex Tsitsin & K. A. Petrowa
9. × Elyleymus B. R. Baum
10. Elymus L.
11. Eremopyrum (Ledeb.) Jaub. & Spach
12. Festucopsis (C. E. Hubb.) Melderis
13. Henrardia C. E. Hubb.
14. Heteranthelium Hochst. ex Jaub. & Spach
15. × Hordale Cif. & Giacom.
16. Hordelymus (Jess.) Harz
17. Hordeum L.
18. Kengyilia C. Yen & J. L. Yang
19. × Leydeum Barkworth
20. Leymus Hochst.
21. ×Pascoleymus Barkworth
22. Peridictyon Seberg et al.
23. Psathyrostachys Nevski
24. × Pseudelymus Barkworth & D. R. Dewey
25. Pseudoroegneria (Nevski) Á. Löve
26. Secale L.
27. Stenostachys Turcz.
28. Taeniatherum Nevski